# Jason Peters
Jason Raynard Peters (ur. 22 stycznia 1982 roku w Queen City w stanie Teksas) – amerykański zawodnik futbolu amerykańskiego, grający na pozycji offensive tackle. W rozgrywkach akademickich NCAA występował w drużynie Arkansas.
W roku 2004 przystąpił do draftu NFL. Pomimo że według przewidywań skautów miał być wybrany w czwartej rundzie draftu nie został wybrany w ogóle. Jako wolny agent po drafcie związał się z zespołem Buffalo Bills, w którym występował do roku 2008. Przed sezonem 2009,  w ramach wymiany został wytransferowany do zespołu Philadelphia Eagles. W drużynie z Pensylwanii występuje do tej pory.